# الوصية (المخادر)

تعديل مصدري - تعديل

الوصية محلة تابعة لقرية الذنبة، التابعة لعزلة المعشار بمديرية المخادر إحدى مديريات محافظة إب في الجمهورية اليمنية، بلغ تعداد سكانها 48 حسب تعداد اليمن لعام 2004.